# Cecile Sinclair
Cecile Sinclair (21 de febrero de 1987) es una modelo británico-neerlandesa. Es conocida por haber sido la ganadora de la temporada 3 de Holland's Next Top Model.

## Biografía
Es hija de un padre neozelandés de ascendencia inglesa y una madre neerlandesa nacida en Manama (Bahrain). Debido al trabajo de sus padres, Sinclair pasó su infancia viviendo entre San Francisco, Hong Kong e Inglaterra.

## Carrera
La carrera en el modelaje de Sinclair comenzó en su segundo año de Universidad, cuando fue contratada para un evento de moda en un museo regional. En 2007, compitió en la tercera temporada de Holland's Next Topmodel, quedándose con el primer puesto. Con la victotia ganó un contrato con MTA Models, la portada de Glamour Países Bajos, una campaña de L'oreal Paris y 75.000 euros.
En 2008, a Sinclair se le ofreció participar en el concurso de Ford Models Supermodel of the World. Ese mismo año realizó una campaña para Mary Katratzou.
2009 fue un buen año para Sinclair quien posó para la portada de Elle Italia como también para editoriales de Flaunt Magazine, Surface Magazine, Weekend Knack, Lula, Makeup Store, Dazed & Confused. Figuró en campañas de Zuneta y protagonizó el cortometraje de "Treasure Box" de Gemma Booth. Luego desfiló para Eun Jeong, Jasmine Di Milo, Future Classics, Dean Quin y Ashish. Ese mismo año, Sinclair firmó con Ford Models en Nueva York.
En 2010, desfiló en la temporada otoño/invierno 2010/2011 para Rachel Comey, Salvor Projects, Boy by Band, Band of Outsiders, Betsey Johnson, Ecco Domani, Matthew Ames, Nanette Lepore y Acne Studios. Figuró en las editoriales de Elle Italia, Dansk Magazine, PIG Magazine, y Elle Rusia. Realizó campañas para Piazza Sempione, Baldinini, Badgley Mischka y Janet Sport.
Para 2011, con Elite Model Management como su agencia madre, Sinclair figuró en campañas para Tesco's F&F, Mackintosh, Harrods y D.S. Dundee. Apareció en editoriales para She Magazine, Cosmopolitan Reino Unido, Alemania Glamour, Be Magazine, y The Rake Magazine.
En 2012, apareció en campañas para Andrew Barton, George, H&M, Mews, New Look y Mimi Jewelry. Hizo editoriales para Easy Living Magazine y Brides Magazine. También apareció en la portada de Annabelle Magazine.
En 2013, apareció en varias editoriales estadounidenses. Figuró en la portada de Health & Beauty en Inglaterra como también de Relapse Magazine y Alt para Damerne. Hizo campañas para Superdrug, Sensibiafine, y Lowie Knitwear.
En enero de 2014, Sinclair figuró en Look en Reino Unido.